# Tetiankhkem
Tetiankhkem va ser un príncep egipci que va viure a principis de la VI dinastia. Era fill del faraó Teti II
El seu nom significa "Tetiankh el Negre" o "Teti negre viu" i està relacionat amb la paraula Kemet, que és un terme egipci per a Egipte.

## Biografia
Era fill del Teti II i de la seva dona, la reina Khuit, per tant era també mig germà de Pepi I Merire. Va rebre el nom del seu pare.
Tetiankhkem probablement va ser príncep hereu durant algun temps, igual que el seu germanastre Nebkauhor, fill d'Iput.
Tetiankhkem va morir quan tenia uns 15 anys i va ser enterrat a la mastaba situada a la necròpolis de Teti Ii, al costat est del complex funerari d'Iput.

## Títols
Només es coneix un títol atribuït a Tetiankhkem:
- Fill Gran del Rei